# Sveučilište u Montevideu
Sveučilište u Montevideu (špa. Universidad de Montevideo) je privatno sveučilište u Montvideu, Urugvaj. Osnovano je i otvoreno 1986. godine, a legalni status sveučilišta potvrđen je 1997. godine.
Sveučilište ima sedam smjerova:
- Smjer za menadžment i ekonomiju[1]
- Smjer za pravo i pravne znanosti[2]
- Smjer za komunikacije[3]
- Smjer za humanističke znanosti[4]
- Smjer inženjerstva[5]
- IEEM (viša poslovna škola)[6]
- Centar za biomedicinske studije i bioinformatiku

Sveučilište razvija suradnju i s drugim stranim poslovnim i višim školama, te ima vlastiti ured za međunarodnu suradnju.

## Vanjske poveznice
- (engl.) (šp.) Sveučilište u Montevideu - službene stranice